# NK Šmartno
Nogometni klub Šmartno (krajše NK Šmartno ali Šmartno) je slovenski nogometni klub iz Ljubljane. Ustanovljen je bil leta 1979, igra v MNZ Ljubljana.

## Znani nogometaši
- Džengis Čavušević
- Andraž Kirm
- Dalibor Stojanović
- Jovan Vidović
- Anže Zorc